# Classe Seawolf
La classe Seawolf è una classe di sottomarini d'attacco a propulsione nucleare della United States Navy. Furono progettati alla fine della guerra fredda, nel 1989, e dovevano essere i successori dei precedenti Los Angeles. In origine ne dovevano essere realizzati 29 esemplari in oltre 10 anni, ma la fine della guerra fredda e la conseguente riduzione del budget destinato alla Marina ridussero gli esemplari realizzati a 3.
Sono più silenziosi della precedente classe Los Angeles, più grossi, più veloci e con 8 tubi lanciasiluri, ma sono anche molto più costosi. Furono creati allo scopo di contrastare i numerosi e avanzati SSBN sovietici quali i Typhoon e come risposta ai nuovi SSN classe Akula.
Navi della classe:
- USS Seawolf (SSN-21), operativo
- USS Connecticut (SSN-22), operativo
- USS Jimmy Carter (SSN-23), operativo